# Doutores da Alegria

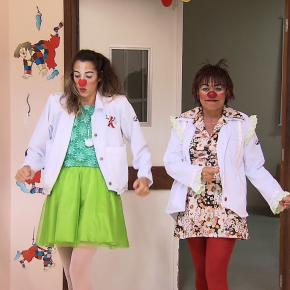
Doutores da Alegria

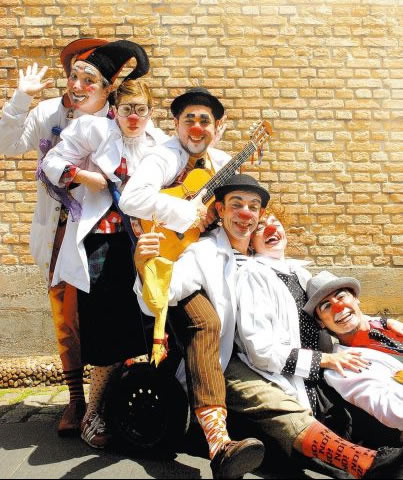
Palhaços do Doutores da Alegria

Doutores da Alegria é uma organização da sociedade civil sem fins lucrativos que introduziu a palhaçaria hospitalar, a arte do palhaço no universo da saúde, intervindo junto a crianças, adolescentes e outros públicos em situação de vulnerabilidade e risco social em hospitais públicos

## Geral
Fundada em 1991 pelo ator, palhaço e empreendedor social Wellington Nogueira, a associação transita pelos campos da saúde, da cultura e da assistência social e é reconhecida e premiada internacionalmente pelo impacto de suas ações. Em 2016, com um nova governança, atualizou sua missão para uma tarefa institucional que reforça, entre outras diretrizes, a cultura como um direito de todos.
A associação contrata profissionais formados em Artes Cênicas e com experiência na linguagem do palhaço. Apesar de o trabalho ser gratuito para os hospitais e o público, sua ação é artística e não atua com voluntários. A maneira como Doutores da Alegria optou por se estabelecer, valorizando o trabalho profissional, foi para gerar conhecimento e legado para futuras gerações.

## História
Wellington Nogueira foi estudar na Academia Americana de Teatro Dramático e Musical de Nova Iorque, nos Estados Unidos. Foi quando conheceu, em 1984, a iniciativa Big Apple Circus Clown Care Unit, fundada pelo ator e palhaço Michael Christensen. Passou a fazer parte do elenco do primeiro grupo de palhaços profissionais que visitavam crianças hospitalizadas no mundo.
De volta a São Paulo, em 1991 fundou Doutores da Alegria, organização pioneira, premiada e reconhecida internacionalmente por inserir a arte do palhaço no universo da saúde, contribuindo com a humanização hospitalar.
Foi reconhecido como empreendedor social e fellow da organização Ashoka por trazer soluções inovadoras para problemas sociais. Durante 25 anos, esteve à frente do Doutores da Alegria, atuando de forma visionária e inspiradora.

## O que Doutores da Alegria faz
Apesar de ter o trabalho nos hospitais reconhecida como seu trabalho-mãe, a associação atua por meio de outros projetos com saúde, cultura e assistência social.
Com o Programa de Palhaços em Hospitais, Doutores da Alegria já realizou mais de dois milhões de intervenções junto a crianças hospitalizadas, seus acompanhantes e profissionais de saúde. Nos encontros semanais com as crianças em 8 hospitais públicos de São Paulo e 4 em Recife, as duplas de palhaços subvertem a rotina hospitalar e propõem novos sentidos para a experiência de internação. 
No Rio de Janeiro, com o projeto Plateias Hospitalares, desenvolvem a curadoria de uma programação artística permanente e gratuita, que inclui teatro, música, dança, circo e poesia em 7 hospitais públicos, ampliando as relações entre arte e saúde.
A Escola Doutores da Alegria traz dois sistemas de formação – um para o público em geral e um para artistas – com cursos, palestras e programas estruturados a partir da filosofia, dos valores e de uma prática de mais de dez anos de atuação junto a públicos diversos. Entre suas iniciativas se destaca o Programa de Formação de Palhaço para Jovens, que oferece a jovens em situação de vulnerabilidade social uma iniciação na carreira artística.
A organização desenvolve ainda espetáculos e intervenções urbanas como forma de compartilhar sua experiência com a sociedade. 
O trabalho é gratuito para os hospitais e mantido por doações de pessoas e empresas.

## Tarefa Institucional
Doutores da Alegria tem o propósito de intervir na sociedade propondo a arte como mínimo social para crianças, adolescentes e outros públicos em situação de vulnerabilidade e risco social, privilegiando hospitais públicos e ambientes adversos, tendo a linguagem do palhaço como referência. A partir desta intervenção, ampliar canais de diálogos reflexivos com a sociedade, compartilhando o conhecimento produzido através de formação, pesquisa, publicações e manifestações artísticas, contribuindo para a promoção da cultura e da saúde e inspirando políticas públicas universais e democráticas para o desenvolvimento social sustentável.

#### Valores
- Arte e cultura como direito.
- Liberdade de expressão, cooperação e respeito à diversidade.
- Ética, transparência e coerência na ação.
- Arte, educação e pesquisa como caminho para estimular um novo olhar e impactar realidades.
- Busca pela simplicidade e excelência.
- Alegria é um estado que se constrói a partir do outro – afetar e ser afetado.
- Busca pela multidisciplinaridade entre cultura, saúde, educação e assistência social.